# Hensbroek

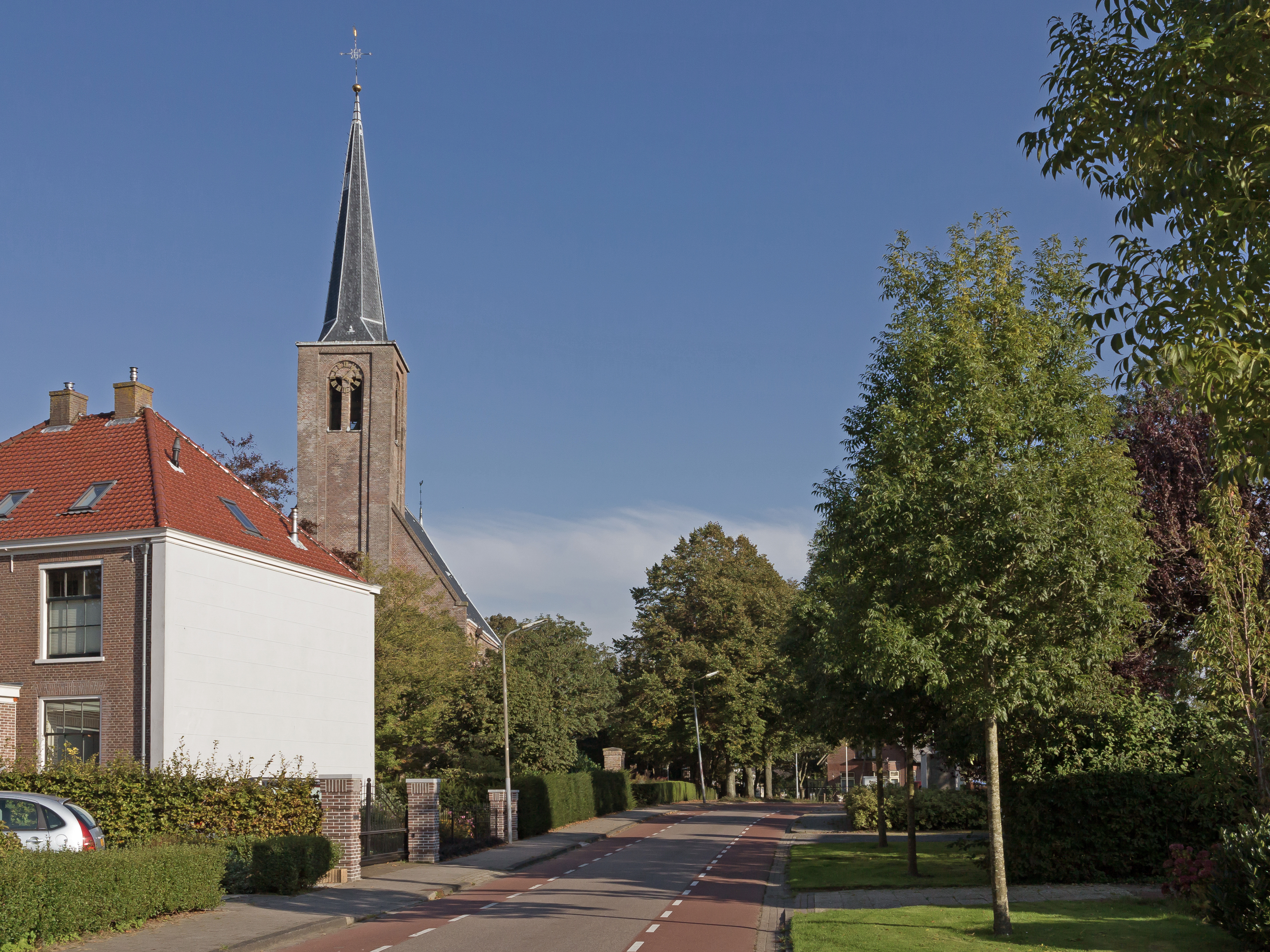
Le tour de l'église

Hensbroek est un village situé dans la commune néerlandaise de Koggenland, dans la province de la Hollande-Septentrionale. En 2009, le village comptait environ 2 000 habitants.

## Histoire
Hensbroek a été une commune indépendante jusqu'au 1er janvier 1979, date à laquelle la commune est supprimée et rattachée à Obdam.